# Liriomyza americana
Liriomyza americana är en tvåvingeart som beskrevs av Ignaz Rudolph Schiner 1868. Liriomyza americana ingår i släktet Liriomyza och familjen minerarflugor. Inga underarter finns listade i Catalogue of Life.